# Каре-Руд
Каре-Руд (перс. كره رود) — село в Ірані, у дегестані Джіранде, у бахші Амарлу, шагрестані Рудбар остану Ґілян. За даними перепису 2006 року, його населення становило 37 осіб, що проживали у складі 10 сімей.

## Клімат
Середня річна температура становить 14,63 °C, середня максимальна – 31,32 °C, а середня мінімальна – -4,19 °C. Середня річна кількість опадів – 391 мм.
| Клімат поселення                              | Клімат поселення | Клімат поселення | Клімат поселення | Клімат поселення | Клімат поселення | Клімат поселення | Клімат поселення | Клімат поселення | Клімат поселення | Клімат поселення | Клімат поселення | Клімат поселення | Клімат поселення |
| Показник                                      | Січ.             | Лют.             | Бер.             | Квіт.            | Трав.            | Черв.            | Лип.             | Серп.            | Вер.             | Жовт.            | Лист.            | Груд.            |                  |
| Середній максимум, °C                         | 12,14            | 12,89            | 15,15            | 21,75            | 25,95            | 31,31            | 31,32            | 30,57            | 26,19            | 21,13            | 15,64            | 10,01            |                  |
| Середня температура, °C                       | 3,98             | 4,74             | 6,97             | 13,58            | 17,78            | 23,14            | 26,38            | 25,64            | 21,25            | 16,21            | 10,70            | 5,08             |                  |
| Середній мінімум, °C                          | −4,19            | −3,44            | −1,18            | 5,43             | 9,62             | 14,98            | 21,47            | 20,72            | 16,32            | 11,28            | 5,78             | 0,15             |                  |
| Норма опадів, мм                              | 38               | 37               | 64               | 52               | 29               | 9                | 9                | 8                | 11               | 31               | 46               | 57               |                  |
| Середньомісячна швидкість вітру, м/с          | 1.89             | 2.44             | 2.91             | 3.18             | 2.93             | 2.92             | 3.06             | 2.77             | 2.40             | 2.37             | 1.89             | 1.76             |                  |
| Середньомісячна сонячна радіація, кДж/м²·день | 7794             | 10200            | 12534            | 16740            | 21002            | 24301            | 24806            | 21730            | 17987            | 12645            | 9438             | 7551             |                  |
| --------------------------------------------- | ---------------- | ---------------- | ---------------- | ---------------- | ---------------- | ---------------- | ---------------- | ---------------- | ---------------- | ---------------- | ---------------- | ---------------- | ---------------- |
| Джерело:                                      |                  |                  |                  |                  |                  |                  |                  |                  |                  |                  |                  |                  |                  |